# Limnoria lignorum
Limnoria lignorum är en kräftdjursart som först beskrevs av Martin Heinrich Rathke 1799.  Limnoria lignorum ingår i släktet Limnoria och familjen borrgråsuggor. Arten är reproducerande i Sverige. Inga underarter finns listade i Catalogue of Life.

## Bildgalleri

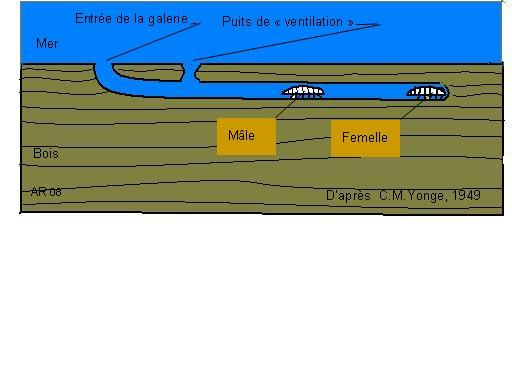